# Lullaby (Lied)
Lullaby (englisch für „Wiegenlied“) ist ein Lied der britischen Alternative-Rock-Band The Cure aus dem Jahr 1989.

## Entstehung und Veröffentlichung
Das Lied wurde von den The-Cure-Mitgliedern Simon Gallup, Roger O’Donnell, Robert Smith, Pearl Thompson, Laurence Tolhurst und Boris Williams geschrieben beziehungsweise komponiert. Zusammen mit Dave Allen zeichnete die Band auch für die Produktion verantwortlich.
Die Erstveröffentlichung von Lullaby erfolgte als Single am 4. April 1989. Diese erschien als 12″-Maxi-Single mit den B-Seiten Babble und Out of Mind sowie als 3″-CD-Single, die um einen Remix erweitert wurde. Am 2. Mai 1989 erschien das Lied als Teil von The Cures achtem Studioalbum Disintegration.

## Musikvideo
Das Musikvideo wurde in London gedreht. Es zeigt den Frontsänger Robert Smith in einer Traumsequenz im Bett und der Rest der Band erscheint als Militärmusiker aus dem frühen 19. Jahrhundert, die sporadisch für einige Sekunden im gesamten Musikvideo auftauchen. Das Musikvideo, in dem Smith sowohl den im Text erwähnten kannibalischen „Spiderman“ als auch sein beabsichtigtes Opfer spielt, endet damit, dass Smith von etwas verschluckt wird, das wie eine Riesenspinne aussieht. Das von Tim Pope inszenierte und von Peter Goddard geschnittene Musikvideo wurde am 18. Februar 1990 in der Kategorie „British Video of the Year“ bei den BRIT Awards 1990 ausgezeichnet. Auf der Videoplattform YouTube erreichte es bis Mai 2024 82 Millionen Aufrufe.

## Mitwirkende
- Simon Gallup – Bass
- Roger O’Donnell – Keyboard
- Robert Smith – Gesang, Bass VI, Keyboard
- Porl Thompson – Gitarre
- Lol Tolhurst – Instrumentierung
- Boris Williams – Schlagzeug

## Rezeption

### Charts und Chartplatzierungen
| ChartsChartplatzierungen       | Höchstplatzierung | Wochen |
| ------------------------------ | ----------------- | ------ |
| Deutschland (GfK)              | 3 (25 Wo.)        | 25     |
| Österreich (Ö3)                | 5 (16 Wo.)        | 16     |
| Schweiz (IFPI)                 | 14 (9 Wo.)        | 9      |
| Vereinigtes Königreich (OCC)   | 5 (7 Wo.)         | 7      |
| Vereinigte Staaten (Billboard) | 74 (8 Wo.)        | 8      |

| ChartsJahrescharts (1989) | Platzierung |
| ------------------------- | ----------- |
| Deutschland (GfK)         | 12          |
| Österreich (Ö3)           | 25          |

### Auszeichnungen für Musikverkäufe
| Land/Region                  | Auszeichnungen für Musikverkäufe (Land/Region, Auszeichnung, Verkäufe) | Verkäufe |
| ---------------------------- | ---------------------------------------------------------------------- | -------- |
| Italien (FIMI)               | Gold                                                                   | 25.000   |
| Vereinigtes Königreich (BPI) | Silber                                                                 | 200.000  |
| Insgesamt                    | 1× Silber · 1× Gold ·                                                  | 225.000  |

## Coverversionen (Auswahl)
- 2007: Editors (Album: Radio 1 Established 1967)[8]